# Incursión sobre Berlín
La incursión sobre Berlín tuvo lugar en octubre de 1760 durante la  tercera guerra de Silesia, que formaba parte de la guerra de los Siete Años cuando las fuerzas austriacas y rusas ocuparon la capital prusiana de Berlín durante varios días. Después de saquear la ciudad y con el anuncio de que se acercaban nuevos refuerzos prusianos, los ocupantes decidieron retirarse y abandonar la ciudad. Más tarde hubo acusaciones de que el comandante ruso, el conde Tottleben, había recibido un soborno personal de los prusianos para salvar la ciudad por lo que, posteriormente, fue juzgado y declarado culpable de espionaje.

## Antecedentes
Después de una serie de éxitos sobre las fuerzas prusianas en 1759, el año siguiente resultó ser una desilusión para los aliados ya que su invasión sobre Silesia se había estancado a pesar de su abrumadora fuerza de combate y que habían sido derrotados en la Batalla de Liegnitz en agosto de 1760. Sin embargo, la capital prusiana, Berlín, había quedado vulnerable por la decisión de Federico II el Grande de concentrar sus fuerzas en Silesia. Esto llevó a Francia a sugerir que Rusia podía hacer un ataque relámpago contra Berlín, la capital prusiana.
Una incursión austriaca más pequeña ocupó brevemente la ciudad en octubre de 1757. El plan elaborado por los aliados preveía una marcha engañosa hacia Guben por parte del ejército principal, lo que permitía que una fuerza bajo el mando de Heinrich Tottleben se separase y marchara rápidamente  hacia el norte para atacar Berlín. A esta le seguiría una fuerza austriaca bajo el mando del conde von Lacy. Un gran número de cosacos y caballería ligera iban a tomar parte en el ataque para darle mayor velocidad.

## Ocupación

### Enfoque
Tottleben lideró una vanguardia de 5600 rusos que cruzaron el río Oder e intentaron tomar la ciudad por un golpe de mano el 5 de octubre. Este intento de sorprender a la ciudad fracasó frente a una oposición inesperada. El gobernador de la ciudad, el general Hans Friedrich von Rochow, quería retirarse ante la amenaza rusa pero el comandante de caballería prusiano Friedrich Wilhelm von Seydlitz, que se recuperaba de sus heridas en la ciudad, reunió a los 2000 defensores y logró expulsarlos de las puertas de la ciudad.
El Príncipe Eugenio de Württemberg, que recibió noticias del peligro para Berlín, llevó a sus tropas a luchar contra los suecos en  Pomerania mientras que también llegó un contingente de Sajonia y aumentaron los defensores a alrededor de 18 000. La llegada de los austriacos de Lacy niveló la balanza a favor de los aliados. Los austriacos ocuparon Potsdam y Charlottenburg y, frente a estas fuerzas superiores, los defensores prusianos se vieron obligados a abandonar la ciudad y retirarse a la cercana Spandau.

### Ocupación
El 9 de octubre, el ayuntamiento decidió entregar la ciudad formalmente a los rusos en lugar de a los austriacos, ya que Austria era un enemigo más enconado de Prusia. Los rusos solicitaron de inmediato cuatro millones de táleros a cambio de la protección de la propiedad privada. Un importante comerciante, Johann Ernst Gotzkowsky, se hizo cargo de las negociaciones en nombre de Berlín y fue capaz de persuadir a Tottleben para que redujera el impuesto a 1,5 millones. Mientras tanto, los austriacos se habían abierto paso en la ciudad y habían ocupado gran parte de ella.
Los austriacos estaban más interesados en vengarse de la ciudad debido al comportamiento prusiano en la ocupada Sajonia y en territorio austriaco. Los rusos, representados por el primer comandante John O'Rourke, estaban preocupados por mejorar su reputación internacional. Generalmente actuaban con mayor moderación y enfatizaban en el respeto hacia los habitantes. Varias áreas de la ciudad fueron saqueadas por los ocupantes y varios palacios reales fueron quemados. Se incautaron de alrededor de 18 000 mosquetes y 143 cañones. Las banderas de batalla austriacas y rusas, capturadas durante los combates, fueron recuperadas y alrededor de 1200 prisioneros de guerra liberados. Frederick estaba particularmente preocupado por las pinturas y los libros en su palacio pero uno de sus agentes le informó que los rusos habían tomado un poco, pero los murales y el dorado estaban bien, y solo algunas de las estatuas de mármol se volcaron. Los austriacos tomaron cautivos aproximadamente a 130 cadetes de once y doce años de la escuela militar y los mantuvieron en Koenigsberg hasta el final de la guerra. Las tropas lograron destruir partes de la fundición.

### Retirada
El rumor de que Federico II el Grande iba en marcha para rescatar Berlín con sus fuerzas superiores llevó a los comandantes a retirarse de la ciudad ya que habían completado sus principales objetivos. Los ocupantes se retiraron de la ciudad el 12 de octubre y los contingentes nacionales se dirigieron en direcciones opuestas. Los austriacos, bajo el mando de Lacy, se dirigieron hacia Sajonia, mientras que los rusos se reincorporaron a su ejército principal en las cercanías de Frankfurt.
Una vez que se dio cuenta de que Berlín había sido abandonado por el enemigo, Frederick detuvo su intento de rescate y se volvió para concentrarse en Silesia y Sajonia.

## Consecuencias
Frederick estaba furioso por el fracaso de sus fuerzas locales y de los habitantes por no resistir activamente a los invasores. Sin embargo, a pesar de la pérdida de prestigio, el ataque no fue especialmente significativo para los militares. A raíz de la ocupación, los prusianos bajo Federico lucharon, y ganaron por poco margen la batalla de Torgau. Más tarde, Tottleben fue acusado de espía prusiano y sentenciado a muerte pero recibió el perdón de  Catalina la Grande.
A principios de 1762, Berlín se vio amenazada por una ocupación más permanente y decisiva, pero el Milagro de la Casa de Brandeburgo libró a Federico.